# George Percy

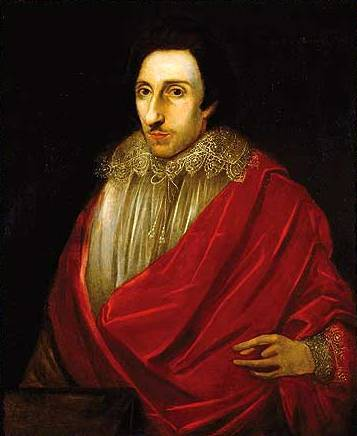
George Percy (Kopie eines Gemäldes aus Percys Lebzeiten von Herbert Luther Smith, 19. Jahrhundert)

George Percy (* 4. September 1580 in Petworth House, West Sussex; † Winter 1632/1633) war ein britisch-amerikanischer Politiker und Siedler. Seine Berichte über seine Zeit in Jamestown dienen heute als eine wichtige Primärquelle.

## Leben
George Percy ist ein Mitglied der angesehenen Adelsfamilie Percy und der Sohn des Henry Percy, 8. Earl of Northumberland und seiner Frau Catharine Neville. Er besuchte von 1591 bis 1593 das Eton College der Oxford-Universität sowie Middle Temple, wo er 1597 zugelassen wurde. Auf Grund seiner kränklichen Konstitution führte er im Gegensatz zu seinen Brüder, die oft einer Militärkarriere nachgingen, in seinen jungen Jahren ein eher ruhiges Leben. Anfang der 1600er besuchte er einen seiner Brüder, der als Soldat in Irland war. Als Kur reiste er im August 1602 auf die Westindischen Inseln. Über diese Reise ist nur wenig bekannt. Im Sommer 1603 war er zurück in Irland.
Die Percys waren bereits zu seiner Geburt wegen ihrer Opposition gegen die herrschende Tudor-Dynastie in Ungnade gefallen. Sein Onkel Thomas Percy, 7. Earl of Northumberland war schon 1572 auf Befehl der Königin Elizabeth I. geköpft worden; Henry Percy, 8. Earl of Northumberland wurde mehrfach verhaftet, bis er 1585 erschossen in seiner Zelle aufgefunden wurde – laut Gerichtsentscheid ein Suizid. Zu dem Zeitpunkt war George Percy gerade erst fünf Jahre alt. Infolge des Gunpowder Plots kam auch sein älterer Bruder Henry Percy, 9. Earl of Northumberland in Verdacht und wurde verhaftet. Um weiterer Verfolgung zu entkommen schloss sich George Percy 1607 der neu gegründeten Kolonie Jamestown in der Neuen Welt an. Er war nämlich familiär oder freundschaftlich mit einigen Kolonisten wie Edward Maria Wingfield verbunden. Besonders sein Bruder unterstützte ihn hierbei auch finanziell. Ein weiterer Grund waren wohl Percys Erfahrungen in Westindien.
Nach anfänglicher Begeisterung über das Projekt erfuhr Percy von den schlechten Lebensbedingungen, die zum Tod vieler Kolonisten durch Unterernährung oder in Kämpfen mit der indigenen Powhatan-Konföderation führten. Trotz seiner Adelsherkunft wurde Percy erst 1609 Mitglied des Staatsrats. Im September dieses Jahres wurde er nach dem Sturz seines Rivalen John Smith auf Drängen der Gegner Smiths, den Kolonisten John Martin, Francis West und John Ratcliffe, zum Gouverneur der Kolonie ernannt. Geprägt wurde seine einjährige Amtszeit vom ersten Krieg mit der Powhatan-Konföderation. Im Zuge dessen ließ er das Fort Algernon gründen. Jamestown wurde im November von den Indianern belagert und fast zerstört. Es kam im Winter zur „starving time“, der sogenannten „Hungerszeit“. Nur 60 von 240 Kolonisten überlebten sie. Die Krise akzentuierte zudem die zum Teil krankheitsbedingte Führungsschwäche Percys, der im Mai 1610 von Thomas Gates abgelöst wurde. Er beteiligte sich weiterhin am Staatsrat der Kolonie und übernahm 1611 kurzzeitig erneut die Regierungsgeschäfte als der Nachfolger Gates’ Thomas West, 3. Baron De La Warr krankheitsbedingt nach England zurückkehren musste. Im April 1612 entschied auch er sich für die Rückkehr nach England.
Man kann trotz fehlender Dokumentierung seines Lebens davon ausgehen, dass er dort komfortabel lebte. Etwa 1615 zog er in Betracht, sich einer Expedition im Delta des Amazonas anzuschließen, entschied jedoch dagegen. Laut einer Familienüberlieferung kommandierte er auf Seiten der Republik der Vereinigten Niederlande in den 1620ern ein Regiment im Achtzigjährigen Krieg, doch zog die jüngere Forschung dies in Zweifel. Er verstarb im Winter 1632/33. Ob er Nachkommen hatte, ist unbekannt. Sie könnten aus den Ahnentafeln gelöscht worden sein, um sie als mögliche Erben für den Titel Earl of Northumberland zu diskreditieren.

## Werk
Percy dient heute als eine wichtige Primärquelle für die frühe Geschichte Jamestowns. Während seiner Zeit in Amerika führte er, möglicherweise aus reiner Langeweile, ein heute verlorenes Tagebuch. Auszüge daraus wurden 1625 vom Geistlichen Samuel Purchas als Observations gathered out of a discourse of the plantation of the southerne colonie in Virginia by the English in seiner Sammlung Hakluytus Posthumus or Purchas, His Pilgrimes: Contayning a History of the World, in Sea Voyages and Lande Travells, by Englishmen and Others veröffentlicht, welches die Zeit in Jamestown bis 1608 behandelt. Nachdem Percy anfänglich mit teils lyrischem Stil seine Bewunderung für die Flora und Fauna Virginias kundgetan hatte, ähnelt das Tagebuch besonders gegen Ende einem düsteren Nekrolog.
Nach dem 27. März 1625 (Datierbar ist es, da auf König Karl I. hingewiesen wird) verfasste er den Bericht A Trewe Relacyon of the procedeings and ocurrentes of Momente which have hapned in Virginia. Das erst 1922 von Lyon Gardiner Tyler veröffentlichte Werk dient laut Percy als Antwort auf The Generall Historie of Virginia, New-England, and the Summer Isles John Smiths, der viele Unwahrheiten über Virginia verbreitet hätte. Allerdings wird ein Fokus auf die Jahre von 1609 bis 1612 gelegt, von denen Smith nur wenig berichtet. Die Forschung geht daher davon aus, dass Percys Werk auch eine Rechtfertigungsschrift seiner zwei Amtszeiten als Gouverneur war. Insbesondere verteidigt er seine erste Amtszeit während der Hungerzeit, während der laut ihm keiner die Probleme der Kolonie vollständig hätte lösen können. In den Vordergrund treten die meist feindseligen Beziehungen zu den Powhatan sowie Verbrechen. Über den Aufbau der Stadt, die Regierungsstruktur oder den Charakter und die Kultur der Kolonisten, die er aristokratisch voreingenommen behandelt, erfährt man hingegen nur wenig. Auch beinhaltet das Werk im Gegensatz zu den Observations nur wenige ethnographische Betrachtungen über die Indigenen. Gewidmet ist das Buch seinem Neffen Algernon Percy, dem heir apparent zum Titel Earl of Northumberland. Der Historiker Mark Nicholls erkennt daher auch einige didaktische Elemente im Buch.
Die Probleme der Kolonie beschreibt er ohne vielen Pathos – der Historiker Philip L. Barbour beschreibt den Stil des Buches als Ennui kombiniert mit Übelkeit – als eine der elendsten Zeiten der Kolonie, in der die Kolonisten sogar auf Kannibalismus zurückgreifen mussten. Nicholls meint, dass man an vielen Stellen trotz der zeitlichen und räumlichen Distanz zum Geschehen die Scham Percys über die oft unmenschlichen Ereignisse in Jamestown erkennen könne. Als Beispiel wird von der Forschung öfters ein Vorfall aus dem August 1610 hervorgehoben. Da ließ Percy den Mord seiner Truppen an der gefangen genommenen Familie eines Weroance zu, inklusive Frauen und Kinder.